# Glympis finitima
Glympis finitima är en fjärilsart som beskrevs av Smith 1893. Glympis finitima ingår i släktet Glympis och familjen nattflyn. Inga underarter finns listade i Catalogue of Life.